# Zlosyň
Zlosyň (en allemand : Slosein) est une commune du district de Mělník, dans la région de Bohême-Centrale, en République tchèque. Sa population s'élevait à 486 habitants en 2020.

## Géographie
Zlosyň se trouve à 6 km au nord-est de Kralupy nad Vltavou, à 11 km au sud-est de Mělník et à 21,5 km au nord du centre de Prague.
La commune est limitée par Vojkovice au nord, par Dřínov à l'est, par Úžice au sud, par Chvatěruby au sud-ouest, et par Veltrusy et Všestudy à l'ouest.

## Histoire
La première mention écrite de la localité date de 1316.